# Premis YoGa 2017
Els 28è Premis YoGa foren concedits al "pitjoret" de la producció cinematogràfica de 2016 per Catacric la nit del 30 de gener de 2017 "en un lloc cèntric de Barcelona" per un jurat anònim que ha tingut en compte les apreciacions, comentaris i suggeriments dels lectors de la seva web, de Facebook i de Twitter.

## Guardonats
| Secció           | Premi                        | Nom                                           | Guanyador |
| ---------------- | ---------------------------- | --------------------------------------------- | --- |
| Cinema estranger | Pitjor pel·lícula            | "Se os acabó el pastel"                       | By the Sea |
| Cinema estranger | Pitjor director              | "Fargo para recordar"                         | Els germans Coen, per Hail, Caesar!                                                                                                  |
| Cinema estranger | Pitjor actor                 | "El hombre de una sola cara"                  | Ben Affleck, per Batman vs Superman i El comptable                                                                                   |
| Cinema estranger | Pitjor actriu                | "Resacón en las vías"                         | Emily Blunt, per La noia del tren |
| Cinema espanyol  | Pitjor pel·lícula            | "Morrallas de Targarona"                      | Segrest |
| Cinema espanyol  | Pitjors directors (ex aequo) | "No culpes a Carmen de lo que os pasa por..." | Miguel del Arco, per Las furias |
| Cinema espanyol  | Pitjors directors (ex aequo) | "No culpes a Carmen de lo que os pasa por..." | Félix Sabroso, per El tiempo de los monstruos                                                                                        |
| Cinema espanyol  | Pitjors directors (ex aequo) | "No culpes a Carmen de lo que os pasa por..." | Nacho G. Velilla, per Villaviciosa de al lado                                                                                        |
| Cinema espanyol  | Pitjor actor                 | "Que Dios te perdone"                         | Eduard Fernández, per Lejos del mar i La noche que mi madre mató a mi padre                                                          |
| Cinema espanyol  | Pitjor actriu                | "Canta y no llores"                           | Silvia Pérez Cruz, per Cerca de tu casa                                                                                              |
| Especials        | Uno de los nuestros          | "Adieu au langage"                            | Àngel Sala |
| Especials        | Remakes                      | "No profanar el sueño de los muertos"         | Ben-Hur |
| Especials        | Remakes                      | "No profanar el sueño de los muertos"         | Los siete magníficos |
| Especials        | Remakes                      | "No profanar el sueño de los muertos"         | La llegenda de Tarzan |
| Especials        | Veterà                       | "Múltiple"                                    | Jeremy Irons, per Assassin's Creed, Batman vs Superman, L'heroi de Berlín, The Man Who Knew Infinity, High-Rise i La correspondència |